# Prva crnogorska vaterpolska liga 2013-2014
La Prva Liga 2013-2014 è l'8ª edizione della massima serie del campionato montenegrino maschile di pallanuoto. Ha avuto inizio con la stagione regolare il 28 settembre 2013 e si è conclusa con gara 3 della finale scudetto il 15 maggio 2014.
La stagione regolare coincide con la stagione regolare della Lega Adriatica 2013-2014, alla quale partecipano tre delle quattro squadre montenegrine di massima divisione, più otto croate e una slovena. L'Akademija Cattaro, unica squadra esclusa dalla Lega Adriatica, inizia pertanto il campionato solo a partire dalle semifinali playoff che disputa contro la squadra meglio piazzata fra le montenegrine in Lega Adriatica; l'altra semifinale è contesa tra le altre due squadre.

## Squadre partecipanti
| Club              | Città       | Piscina                | Stagione 2012-2013  |
| ----------------- | ----------- | ---------------------- | ------------------- |
| Akademija Cattaro | Cattaro     | Piscina Jadran         | 4º posto            |
| Budva             | Budua       | SRC Budva              | 1º posto, Vincitore |
| Jadran H.N.       | Castelnuovo | Piscina Simo Milošević | 3º posto            |
| Primorac          | Cattaro     | Piscina Nikša Bucin    | 2º posto, Finalista |

## Playoff

### Tabellone per il titolo
|  | Semifinali | Semifinali        | Semifinali        | Semifinali | Semifinali |  |  | Finale | Finale      | Finale      | Finale      | Finale | Finale | Finale |  |
|  |            |                   |                   |            |            |  |  |        |             |             |             |        |        |        |  |
|  | 1          | Jadran H.N.       | Jadran H.N.       | 20         | 13         |  |  |        |             |             |             |        |        |        |  |
|  | 4          | Akademija Cattaro | Akademija Cattaro | 1          | 3          |  |  | 1      | Jadran H.N. | Jadran H.N. | Jadran H.N. | 9      | 13     | 13     |  |
|  | 2          | Budva             | 12                | 5          | 9          |  |  | 2      | Budva       | Budva       | Budva       | 4      | 9      | 6      |  |
|  | 3          | Primorac          | 8                 | 7          | 7          |  |  |        |             |             |             |        |        |        |  |

### Finale scudetto
| Castelnuovo 8 maggio 2014, ore 19:30 CEST Gara 1                                                                    | Jadran H.N. | 9 – 4 (1-0; 3-0; 2-3; 3-1) referto | Budva | Piscina Simo Milošević |
| \| \| \| \| \| Banićević, Kovačić, Pješivac, Sekulić: 2 Mlš. Popović: 1 \| Marcatori \| 3: Lobov 1: Mln. Popović \| |             |                                    |       |                        |
| |             |                                    |       |                        |
| Banićević, Kovačić, Pješivac, Sekulić: 2 Mlš. Popović: 1                                                            | Marcatori   | 3: Lobov 1: Mln. Popović           |       |                        |

| Budua 12 maggio 2014, ore 19:00 CEST Gara 2 | Budva     | 9 – 13 (2-2; 1-6; 4-0; 1-5) referto                                            | Jadran H.N. | SRC Budva |
| \| \| \| \| \| Mln. Popović: 3 Đurđić, Vukmirović: 2 Konatar, Paškvalin: 1 \| Marcatori \| 3: Pješivac, Sarić 2: Vidović 1: Bitadze, Kovačić, Latinović, Popadić, Sekulić \| |           |                                                                                |             |           |
| |           |                                                                                |             |           |
| Mln. Popović: 3 Đurđić, Vukmirović: 2 Konatar, Paškvalin: 1 | Marcatori | 3: Pješivac, Sarić 2: Vidović 1: Bitadze, Kovačić, Latinović, Popadić, Sekulić |             |           |

| Castelnuovo 15 maggio 2014, ore 20:00 CEST Gara 3 | Jadran H.N. | 13 – 6 (5-3; 2-0; 4-0; 2-3) referto                  | Budva | Piscina Simo Milošević |
| \| \| \| \| \| Pješivac, Sarić: 2 Bitadze, Giga, Kovačić, Latinović, Moskov, Popadić, Porobić, Sekulić, Vidović: 1 \| Marcatori \| 2: Marković 1: Ivančević, Lobov, Mitrović, Radunović \| |             |                                                      |       |                        |
| |             |                                                      |       |                        |
| Pješivac, Sarić: 2 Bitadze, Giga, Kovačić, Latinović, Moskov, Popadić, Porobić, Sekulić, Vidović: 1                                                                                        | Marcatori   | 2: Marković 1: Ivančević, Lobov, Mitrović, Radunović |       |                        |